# Viola Reggio Calabria 1997-1998
Rosa della Viola Reggio Calabria per la stagione 1997-1998 di Serie A1.
Piazzamento finale: 14º posto, retrocessa in Serie A2.
Sponsor: nessuno.
| Nome                                 | Nazionalità                                 | Ruolo       | Nascita |
| ------------------------------------ | ------------------------------------------- | ----------- | ------- |
| Donato Avenia                        | Italia (bandiera)                           | ala         | 1966    |
| Alessandro Santoro                   | Italia (bandiera)                           | playmaker   | 1965    |
| Gustavo Tolotti                      | Italia (bandiera)                           | ala-centro  | 1967    |
| Paolo Giuliani                       | Italia (bandiera)                           | ala         | 1972    |
| Dirk Rassloff                        | Germania (bandiera)                         | ala-centro  | 1973    |
| Jay Larrañaga                        | Stati Uniti (bandiera) · Irlanda (bandiera) | guardia-ala | 1975    |
| Rocco Famà                           | Italia (bandiera)                           | playmaker   | 1973    |
| Diego Fajardo                        | Spagna (bandiera)                           | ala-centro  | 1976    |
| Mike Brown                           | Stati Uniti (bandiera)                      | centro      | 1963    |
| Dedric Willoughby                    | Stati Uniti (bandiera)                      | guardia     | 1974    |
| Alfonso Ielasi (fino al 15/02/1998)  | Italia (bandiera)                           | playmaker   | 1979    |
| Davide Ratta (fino al 21/09/1997)    | Italia (bandiera)                           | ala         | 1975    |
| Davide Polimeni (fino al 15/02/1998) | Italia (bandiera)                           | playmaker   | 1979    |
| Claudio Ciampi (fino al 15/02/1998)  | Italia (bandiera)                           | Ala         | 1979    |
| All: Gaetano Gebbia                  | Italia (bandiera)                           | -           | 1957    |